# Штурм Мозыря (1648)
Штурм Мозыря — эпизод казацко-крестьянской войны 1648—1654 под предводительством Богдана Хмельницкого, во время которого войска гетмана Януша Радзивилла штурмовали город Мозырь, пытаясь выбить оттуда гарнизон восставших во главе с Иваном Столяром. Штурм закончился победой войск Януша Радзивилла.

## Предыстория
В 1648 году на Левобережной Украине (на тот момент часть королевства Польского) начинается казацкое восстание Богдана Хмельницкого, направленное против власти Речи Посполитой. После побед под Жёлтыми Водами и Корсунем восставшие выбивают поляков из Левобережья и Правобережья, а летом 1648 года они вторглись на территорию Великого княжества Литовского (составную часть Речи Посполитой). Далее в Мозыре и его окрестностях вспыхивает восстание местных крестьян и горожан во главе с Иваном Столяром. После его победы казаки заняли Мозырь, а затем — Туров. Далее армия Януша Радзивилла пошла в наступление и потерпела поражения под Речицей и Горволем. После этого казачий полковник Ян Соколовский предпринял неудачную попытку захватить Слуцк. После восставшие захватывают Бобруйск, а затем князь Григорий Друцкий-Горский предпринял неудачное наступление на позиции повстанцев. После победы под Пилявцами восставшие осаждают Львов и Замостье, а также занимают города Игумен и Чериков. К тому времени большая часть южной и половина восточной территории современной Белоруссии была захвачена восставшими.
Осенью 1648 года на территории Великого княжества Литовского началось контрнаступление. Мятежники были выбиты из Пинска, Черикова, Бреста, а также отброшены от Быхова. Собрав большое войско, Януш Радзивилл 10 января 1649 года двинул его из Бреста на Туров — Петриков — Мозырь. Это направление было выбрано не случайно. Радзивилл рассчитывал преградить путь казакам, которых Богдан Хмельницкий направил с Украины. Вторжение войска Радзивилла на Украину для удара во фланг или тыл войску Богдана Хмельницкого, на чем настаивали феодалы Польши, исключалось до тех пор, пока в Белоруссии восстания не будут подавлены полностью.
Войско Радзивилла тремя колоннами шло вдоль Припяти на восток. 18 января наемники и шляхтичи прибыли к Турову. Повстанцы, узнав о приближении крупных сил противника, отступили в Мозырь. По приказу Радзивилла оставшиеся в городе повстанцы были перебиты, впрочем, как и в Черикове и Пинске.

## Подготовка к битве

### Повстанцы
Ещё в августе 1648 г. в Мозыре был сформирован крупный повстанческий отряд (мозырьский полк) количеством 400—500 человек под руководством мещанина Ивана Столяра, который в источниках назван полковником. Организационно отряд складывался из нескольких сотен, одна с которых представляла собственно жителей города, остальные — жителей окрестности. Во главе особой мещанской сотни стал мещанин, которого в источниках называют по прозвищу «Седляр». Также в обороне города участвовал туровский казачий гарнизон во главе с Михненко, отступивший из Турова при подходе войск Януша Радзивилла.
Расположенный на правом берегу Припяти по вершине и склонам возвышенности, так называемой Спасской горы, Мозырь был хорошо укреплен. Вершину возвышенности занимал деревянный замок с четырьмя четырёхстенными башнями. С трех сторон город был обнесен деревянной стеной и окружен глубоким рвом шириной до 10 метров. Со стороны высокого и обрывистого берега Припяти укреплений не было.
Повстанцы готовились к бою. Они укрепляли городские стены, перегораживали улицы ледяными глыбами и срубами, наполненными мерзлой землей. Перед городской стеной были сооружены дополнительные укрепления. Склоны вала повстанцы поливали водой, на Припяти, у берега, они сделали широкие проруби.

### Войска Януша Радзивилла
Оставив в Турове обоз, Радзивилл двинулся к Мозырю. Вскоре его войска подошли к городу. Шесть легких хоругвей он отправил к Овручскому броду, чтобы не допустить к городу подкреплений с Украины и перерезать возможный путь отступления повстанцев. Из Скрыгаловской слободы, где войско сделало остановку, к Мозырю на разведку была выслана личная хоругвь гетмана.

## Бои за Мозырь

### Попытки переговоров и вылазка повстанцев
Гетман Януш Радзивилл решил начать с переговоров. К повстанцам был послан гонец с письмом, в котором Радзивилл требовал прекратить сопротивление, впустить в город его войско, обещая за это право свободного выхода. Казаки отвергли предложение о капитуляции, а гонца, который привез это известие, заковали в цепи.
Хоругви Радзивилла, высланные к Овручскому броду, подошли к Мозырю с юга и остановились на ночлег в деревне Наружновичи, на расстоянии мили от города. Ночью с 9 на 10 февраля казаки Михненко внезапно напали на противника. Захваченные врасплох наемники и шляхтичи бросились бежать. Однако драгуны смогли принять боевой порядок и отбросили отряд Михненко к городу.
На рассвете 10 февраля Я. Радзивилл направил в Мозырь парламентера, чтобы тот попробовал уговорить его защитников сдаться, «припомнив им судьбу Пинска и обещая прощение». Письмо Радзивилла было зачитано на городском рынке и привело часть мозырян в смятение. Но Седляр со своими сторонниками пообещал биться насмерть и приказал этот лист в поле выкинуть. Поняв невозможность переговоров, гетман решил освобождать город силой.

### Штурм Мозыря
Ранним утром 19 февраля войско Радзивилла подошло к Мозырю. Пехотинцы ринулись на штурм городской стены, но были вынуждены с большими потерями отступить. Радзивилл приказал кавалерии спешиться и после обстрела города из пушек начал штурм одновременно с трех сторон. Повстанцы несколько раз отбрасывали противника от городской стены, но драгуны под прикрытием саней, нагруженных дровами, приблизились к воротам, выбили их тяжелыми бревнами и ворвались в город.
На улицах начались ожесточенные рукопашные схватки. К концу дня литовские войска взяли замок. Группа повстанцев была оттеснена к берегу Припяти, к широким прорубям, около которых произошла последняя отчаянная схватка. Повстанцы предпринимали попытки прорваться и сбежать. Предводитель повстанцев — «Седляр» — прорвался сквозь окружение, ему удалось скрыться. Командовавший казачьим отрядом Михненко был взят в плен. Радзивилл приказал посадить его на кол..
В освобожденном городе литовские войска наводили порядок с применением суровых репрессий для жителей, участвовавших в боях на стороне казаков. Город был разграблен войсками Радзивилла.

## Результаты
Штурм Мозыря закончился разгромом мятежников и освобождением города, однако он забрал у Януша Радзивилла достаточно много времени, которого ему не хватило для того, чтобы осуществить вторжение на Украину. Также бои за этот город забрали у Радзивилла множество солдат. Однако уничтожение такого крупного опорного пункта мятежников, как Мозырь, было необходимо для властей Речи Посполитой в условиях ведения военных действий против повстанцев Хмельницкого.